# 天天看看
天天看看，原名迅雷看看，2007年成立，是迅雷公司开发的一个提供影视视频的在线点播和下载影视视频网站。

## 历史
2012年11月23日，迅雷宣布将迅雷看看作为独立品牌正式运营，由迅雷高级副总裁刘丰担任迅雷看看CEO。
2015年4月，迅雷宣布以1.3亿元的价格出售迅雷看看的全部股权给北京响巢国际传媒股份有限公司。其中，尚有2600万元人民币尚未支付，这笔费用将于该交易完成后的一年内支付。2015年7月16日，迅雷宣布已完成之前宣布的出售迅雷看看全部股权交易。
2015年8月12日，迅雷看看正式更名为响巢看看，由迅雷公司前高级副总裁张玉波任CEO。2017年更名天天看看。

## 外部連結
- 天天看看 （页面存档备份，存于）